# Walther III. von Arnstein
Walther III. von Arnstein (* um 1150; † um 1196) war Herr von Arnstein und Vogt von Barby. Von ihm stammen die Grafen von Lindow-Ruppin und die Grafen von Barby ab.
Seine Eltern waren Walter II. von Arnstein und Ermengard von Plötzkau.
Walther heiratete Gertrud von Ballenstedt. Gertrud war die Tochter von Adalbert III. von Ballenstedt (einem Sohn Albrechts des Bären und dessen Frau Sophie von Winzenburg) und Adalberts Frau Adelheid (auch Adela genannt), der Witwe von Sven III. (Dänemark).
Walther und Gertrud hatten folgende Kinder:
- Albrecht I.
- Wichmann von Arnstein
- Gebhard von Arnstein, Stammvater der Grafen von Lindow-Ruppin
- Walter
- Walter IV., Stammvater der Grafen von Barby
- Ermgard ⚭ Otto von Everstein
- Tochter ⚭ Friedrich von Beichlingen

## Einzelquellen
1. ↑  Adalbert III., Graf von Ballenstedt (1170-1171) bei genealogie-mittelalter.de

| Personendaten    | Personendaten                        |
| ---------------- | ------------------------------------ |
| NAME             | Walther III. von Arnstein            |
| KURZBESCHREIBUNG | Herr von Arnstein und Vogt von Barby |
| GEBURTSDATUM     | um 1150                              |
| STERBEDATUM      | um 1196                              |